# Vester Åby
Vester Åby – miasto w Danii, w regionie Dania Południowa, w gminie Faaborg-Midtfyn.